# Jingting Shan
Jingting Shan är ett berg i Kina. Det ligger i provinsen Anhui, i den östra delen av landet, omkring 170 kilometer sydost om provinshuvudstaden Hefei. Toppen på Jingting Shan är 300 meter över havet.
Runt Jingting Shan är det tätbefolkat, med 343 invånare per kvadratkilometer. Närmaste större samhälle är Xuanzhou, 5,4 km sydost om Jingting Shan. Trakten runt Jingting Shan består till största delen av jordbruksmark.
Genomsnittlig årsnederbörd är 2 195 millimeter. Den regnigaste månaden är augusti, med i genomsnitt 328 mm nederbörd, och den torraste är januari, med 75 mm nederbörd.